# Llotja de Fisterra
La Llotja del Port de Fisterra és un edifici obra de l'arquitecta Covadonga Carrasco López, de la signatura d'arquitectes Creus&Carrasco, formada al costat de Juan Creus Andrade l'any 1994, considerada com la primera llotja de peix que és al temps una atracció turística.
La Llotja, que es va construir entre 2004 i 2006, i inaugurada l'any 2008; se situa en el port de la vila de Fisterra (Passeig dona Ribeira (Lonxa nova) s/n); considerat el punt final del Camí de Sant Jaume i constituint el punt més al nord-oest de la península Ibèrica.

## Descripció de l'edifici
Es tracta d'una obra en la qual es combinen en 2658 metres quadrats (dels quals 1880 metres quadrats estan construïts i uns 778 metres quadrats són espai coberts pel ràfec de la rematada de l'edifici), un edifici per a nova llotja, l'edifici d'armadors i oficines del port així com un annex d'instal·lacions per a serveis relacionats amb l'activitat que en la llotja es duu a terme i la seva nova funcionalitat turística, com és l'espai per com la informació, exposició de material didàctic o la de control i una petita tenda.
El conjunt es complementa amb zona d'aparcament (per més de 200 vehicles, sent 1814 places de caràcter públic, mentre que 22 estan reservades als armadors), zona verdes, uns 734 metres quadrats amb al menor 56 arbres plantats i uns 9566 metres quadrats de vials. Una de les novetats del projecte, fou la proposta d'aconseguir que la llotja es convertís en la primera llotja que incorporés el turisme a les seves activitats quotidianes de venda de peixos i mariscs. D'aquesta manera el projecte compagina l'activitat portuària i les activitats turístiques, intentant recuperar i innovar, al temps, el front marítim de Fisterra.
Dins d'aquesta proposta turística, la llotja s'ha convertit en un punt d'interès turístic en permetre's l'entrada per poder assistir a les subhastes de peix, ideant un sistema que no produís interferències entre el món de l'activitat pesquera i del sector turístic. Existeixen unes passarel·les per les quals els visitants poden realitzar un recorregut de les instal·lacions sense entrar a les zones d'activitat econòmica, al temps, una sala permet veure, darrere d'una gran vidriera, la subhasta de peix.
Per a la construcció es van utilitzar materials (vidre, metall, murs de formigó, xapa d'alumini; sòls de formigó polit, resines i granit; acer esmaltat i inoxidable per a l'estructura) i qualitats que permetessin que l'edifici tingués un aire industrial però al temps en ell hagués cabuda per integrar el públic.
El projecte va quedar seleccionat en el concurs d'actuacions accessibles de l'any 2012, del Col·legi Oficial d'Arquitectes de Madrid (COAM). A més és considerat un dels treballs més destacats de la signatura d'arquitectes Creus&Carrasco, ja que va guanyar el premi Enor d'Arquitectura l'any 2007, en la secció Premio Enor Galícia.
El projecte es va presentar en la Biennal d'Arquitectura de Venècia l'any 2016, juntament amb altres obres de la signatura d'arquitectes: la Casa Chao de Corcubión o el passeig portuari de Malpica, entre d'altres.
L'edifici té com a coberta un gran ràfec (de 17 metres) que en part serveix com a plaça coberta que permet l'accés al vestíbul (acristalat) de doble altura, amb un sòl que es “plega” fins a la zona de subhasta i amb això es crea un primer espai central d'observació de l'activitat pesquera. En un dels laterals se situen els espais destinats a serveis i recepció-tenda. Des d'aquests espais parteixen les dues passarel·les que creuen el recinte perquè pugui contemplar-se l'activitat que allí es realitza sense interrompre-la. En un punt les passarel·les s'uneixen creant un espai que s'utilitza com a sala d'exposicions. Al temps l'edifici disposa d'almenys uns deu departaments d'armadors de la llotja antiga, així com l'oficina de Portos, encarregada del control de l'activitat del port. Per la seva banda, en la planta baixa el perímetre exterior recula perquè part de la coberta permeta realitzar activitats portuàries sota la coberta del ràfec superior.
La il·luminació interior s'aconsegueix sobretot per la utilització de vidres, tant en la planta baixa com en la superior, de manera que l'estructura creada per a la seva façana, que és una espècie de malla espacial creada amb diferents materials, és la que dona accés a l'entrada de llum natural.
El Grup Indeza, dins de la seva col·lecció Atlante, va editar un llibre sobre l'edifici, en el qual es mostren fotografies de l'edifici, preses per Xoán Pinyó.